# L'Anglaise et le Duc
L'Anglaise et le Duc is een Franse dramafilm uit 2001 onder regie van Éric Rohmer. Het scenario is gebaseerd op de memoires van de Schotse courtisane Grace Elliot.

## Verhaal
De Schotse courtisane Grace Elliot was de geliefde van de hertog van Orléans. Tijdens de Franse Revolutie staan ze tegenover elkaar in het conflict.

## Rolverdeling
| Acteur                | Personage          |
| --------------------- | ------------------ |
| Jean-Claude Dreyfus   | Hertog van Orléans |
| Lucy Russell          | Grace Elliott      |
| Alain Libolt          | Hertog van Biron   |
| Charlotte Véry        | Pulcherie          |
| Rosette               | Fanchette          |
| Léonard Cobiant       | Champcenetz        |
| François Marthouret   | Dumouriez          |
| Caroline Morin        | Nanon              |
| Héléna Dubiel         | Madame Meyler      |
| Laurent Le Doyen      | Officier           |
| Georges Benoît        | President          |
| Daniel Tarrare        | Justin             |
| Marie Rivière         | Madame Laurent     |
| Michel Demierre       | François Chabot    |
| Serge Renko           | Pierre Vergniaud   |
| Christian Ameri       | Élie Guadet        |
| François-Marie Banier | Robespierre        |